# Giovanni Battista Pinello di Ghirardi
Pour les articles homonymes, voir Ghirardi.
Giovanni Battista Pinello di Ghirardi, né vers 1544 à Gênes et mort le 15 juin 1587 à Prague, est un compositeur et maître de chapelle italien de la Renaissance.